# Mehdi Abeid
Mehdi Abeid (født 6. august 1992 i Montreuil, Frankrig) er en fransk-algiersk fodboldspiller, som spiller for Dijon FCO. Han har tidligere repræsenteret blandt andet RC Lens og engelske Newcastle. Han spiller for Algeriets landshold.

## Personlige liv
Mehdi blev født i Montreuil, som ligger i det franske departement Seine-Saint-Denis i Frankrig. Både Mehdis far og mor kommer fra Algeriet og kommer fra byen Aïn Témouchent. 

## Klubkarriere

### RC Lens
Mehdi skiftede til RC Lens i 2003. Han spillede på klubbens akademi i seks år, indtil han i sommeren 2009 blev rykket op på klubbens reservehold. Her spillede han to år, indtil han skiftede til England.

### Newcastle United
Den 25. maj 2011 skrev Mehdi under på en 5-årig kontrakt med Premier League-klubben. Kontrakten var dog først gældende fra sommeren 2011 af.
Mehdi Abeid fik sin debut for klubben i en pre-sæson kamp imod Darlington. Den 20. september 2011 fik Abeid sin officielle debut, da han startede på banen imod Nottingham Forest i tredje runde af Football League Cup. Hans første mål for klubben faldt den 21. juli 2012 i et 1-1 opgør imod Fenerbahçe.

### Udlån til St. Johnstone
Den 31. januar 2013 blev Mehdi udlånt til skotske St. Johnstone indtil slutningen af sæsonen. Han spillede i alt 13 kampe for klubben, hvor af 12 af dem var ligakampe, og blev derudover noteret for to assist.

### Udlån til Panathinaikos
Den 30. juli 2013 blev Mehdi udlånt til græske Panathinaikos indtil slutningen af sæsonen. 
Mehdi havde et fantastisk sæson for klubben, og sluttede blandt andet som klubbens 2. bedste topscorer for sæsonen. Han spillede i alt 35 kampe for grækerne, hvoraf 29 af dem var ligakampe. Derudover blev han noteret for otte mål samt seks assist.